# Sanders of the River
Sanders of the River is een avonturenfilm uit 1935, geregisseerd door Zoltan Korda en gebaseerd op de gelijknamige novelle van Edgar Wallace. De hoofdrol, opperhoofd Bosambo, werd door de Amerikaanse acteur Paul Robeson vertolkt; Leslie Banks speelde de titelrol van commissaris Sanders. De producer was Alexander Korda, de broer van de regisseur. De film, een productie van London Films, werd op locatie in Brits-Nigeria opgenomen en was een groots opgezette productie met een aanzienlijk budget: de prent is doorsneden met natuuropnamen van giraffen, nijlpaarden, krokodillen en dies meer, alsook traditionele Afrikaanse liederen en dansen.
De kritische receptie van Sanders of the River was echter minder enthousiast onder de zwarte bevolking; de paternalistische film hangt een nobel beeld van het Britse kolonialisme als hoeder van de vrede en de beschaving op, terwijl de autochtone bevolking als hulpeloos en primitief wordt afgeschilderd. Robeson, die een overtuigd activist voor de rechten van de Amerikaanse zwarten was, treedt hier in een onderdanige, stereotiepe rol op, die hem kritiek van zijn medeactivisten opleverde; naderhand distantieerde hij zich van de film. In 1938 maakte Will Hay een persiflage op de prent, Old Bones of the River, die de kolonialen belachelijk maakt.

## Verhaal
In het begin van de film wordt in de generiek vermeld dat het Britse Rijk te danken is aan de ondernemingsgeest van handelaren en avonturiers, wier werk heden ten dage door ambtenaren in stand gehouden wordt. Afrika bestaat uit tientallen miljoenen inboorlingen, die geregeerd en beschermd worden door een handjevol blanken, „wier onvolprezen alledaagse werk een toonbeeld van koenheid en efficiëntie is”. Een van deze helden is commissaris Sanders.
Districtscommissaris Sanders, toezichthouder over de rivier, heeft een nieuwe adjudant, Tibbets. Zijn helper, Hamilton, vertelt hem dat hij vele flessen gin onder de inboorlingen gevonden heeft, die wellicht door de smokkelaar Farini zijn binnengebracht. Alcohol en vuurwapens zijn voor de inboorlingen verboden bezit. Hamilton vertelt tevens dat hij een man in een kano is tegengekomen. De man blijkt Bosambo te zijn, een kruimeldief uit Liberia, die zichzelf tot koning van de stam der Ochori heeft uitgeroepen. Hij brengt het nieuws dat de troepen van de oude koning Mofolaba zijn territorium zijn binnengedrongen en slaven nemen. Sanders gaat akkoord, Bosambo officieel tot koning der Ochori te benoemen, op voorwaarde dat hij de Britse koning dient. Hij stuurt hem terug naar huis en geeft hem de opdracht, waakzaam te blijven.
Sanders stuurt Bosambo per postduif het bericht dat Mofolaba’s troepen in aantocht zijn en dat hij hen moet tegenhouden. Bosambo doodt een vertegenwoordiger van Mofolaba en ontmoet Lilongo, een meisje van de kust. Sanders eist een openbaar onderhoud met Mofolaba, die een hoop krijgers heeft meegebracht. Mofolaba dreigt dat hij de machtigste koning in het land is, waarop Sanders antwoordt dat zijn koning de machtigste ter wereld is; indien Mofolaba niet gehoorzaamt en het houden van slaven niet achterwege laat, zal Sanders Mofolaba koning-af maken. Mofolaba dreigt dat hij de huid van een klein koninkje als vel voor zijn trommel zal gebruiken, waarmee hij naar Bosambo verwijst. Sanders waarschuwt dat eenieder die het waagt, een dienaar van het Britse Rijk ook maar een haar te krenken — zelfs al is het slechts een duif — verpletterd en vernietigd wordt. Mofolaba ziet in dat Sanders te machtig voor hem is, en zwicht.
Bosambo is zeer populair onder de vrouwen; tien jonge meisjes van diverse stammen zitten hem achterna. Hij heeft echter zijn oog op Lilongo laten vallen, die van haar kant eveneens vastberaden is, met hem te huwen. Er volgt een uitbundig feest met veel gedans en gezang. Sanders geeft het paar een officieel huwelijkscertificaat. Dan volgen er vijf vreedzame jaren, waarin de oogsten overvloedig zijn en de stammen langs de rivier allemaal rijk worden. Dankzij Sanders’ rechtvaardige beleid „genieten de Mensen van de Rivier van hun primitieve paradijs”.
Sanders verlaat zijn post en keert terug naar Engeland om te trouwen. Hij laat het gouverneurschap over aan Ferguson, een jonge, onervaren officier, met de bedoeling na een jaar terug te komen. In een toespraak voor de stamhoofden van de riviervolkeren eist hij hun onvoorwaardelijke gehoorzaamheid jegens zijn opvolger.
Alcohol- en wapensmokkelaar Farini en zijn kompaan Smith willen Sanders een hak zetten omdat hij hun zo dikwijls stokken in de wielen heeft gestoken. Farini beheerst de communicatiemethode van de trommel en trommelt het bericht dat Sanders overleden is en de wet niet meer heerst. Binnen een week tijd breekt volstrekte anarchie uit; dorpen en kerken worden afgebrand, en er wordt geplunderd en gemoord. Ferguson besluit Hamilton als zijn plaatsvervanger aan te stellen, Tibbets naar het dorp van de Isisi, het volk van Mofolaba, te sturen en zelf met tien mannen over de bergen naar het land van Mofolaba te trekken.
Sanders ontvangt in Engeland een telegram van Hamilton dat er oorlog is uitgebroken en dat er van Ferguson geen spoor meer is. Hij weifelt, aangezien hij met een vliegtuig terug zou kunnen, maar dat niet eerlijk tegenover zijn verloofde zou zijn. In de tussentijd is Ferguson door Mofolaba gevangen, die niet wil geloven dat Sanders nog leeft. Hij steekt Ferguson dood met een speer. De Isisi bereiden oorlog voor en dansen de leeuwendans.
Alsnog besluit Sanders per vliegtuig terug naar Nigeria te trekken. Wanneer het trommelbericht zich verspreidt dat Sanders nog leeft, besluit Mofolaba elkeen te vertellen dat niet hij, maar Farini en Smith Ferguson gedood hebben. Farini wilde vluchten, maar is door Mofolaba’s boogschutters gedood. Mofolaba, die het nog steeds op Bosambo gemunt heeft, besluit het opperhoofd naar hem toe te lokken door Lilongo te ontvoeren.
Terug in Nigeria aangekomen na amper een week, trekt Sanders met een boot de rivier op. Hij valt echter aan malaria ten prooi. Bosambo stuurt zijn knecht met zijn zoon naar de boot van Sanders en geeft hem het bericht mee dat hij naar Mofolaba is getrokken om Lilongo te bevrijden, maar wellicht niet levend terug zal komen. Hij vraagt de Britse staat na zijn overlijden als een goede vader voor zijn zoon op te treden.
Niettegenstaande zijn zware ziekte zet Sanders op maximale snelheid koers naar het dorp van de Isisi, zodanig dat de motor van het schip het dreigt te begeven. In Mofolaba’s dorp zijn Lilongo en Bosambo beiden aan een paal gebonden; Mofolaba wil dat Bosambo eerst ziet hoe zijn geliefde Lilongo sterft, vooraleer hijzelf ook gedood wordt. Net op het moment dat een krijger een speer door Lilongo’s hart wil steken, wordt hij vanop de rivier doodgeschoten: het schip van Sanders is gearriveerd. De Isisi zijn machteloos tegenover de vuurwapens van Sanders’ troepen. Mofolaba wil Sanders aanvallen, maar Bosambo doodt hem met een speer. Sanders roept allen tot de orde en vermaant de inboorlingen, omdat ze nog een week voordien hadden beloofd de vrede te bewaren en Ferguson te gehoorzamen. Hij had hen gewaarschuwd dat wie een lid van het Britse Rijk krenkt, vernietigd wordt.
In de laatste scène wordt Bosambo door Sanders tot koning van de Isisi gekroond, zodat beide stammen thans onder één aanvoerder verenigd zijn. Met trots steekt Bosambo zijn zoon in de lucht.

## Rolverdeling
| Acteur                                                    | Personage                           |
| --------------------------------------------------------- | ----------------------------------- |
| Leslie Banks                                              | R. G. Sanders                       |
| Paul Robeson                                              | Bosambo                             |
| Nina Mae McKinney                                         | Lilongo                             |
| Martin Walker                                             | J. Ferguson                         |
| Robert Cochrane                                           | Tibbets                             |
| Richard Grey                                              | Hamilton                            |
| Tony Wane                                                 | Mofolaba                            |
| Marquis de Portago                                        | Farini                              |
| Eric Maturin                                              | Smith                               |
| Allan Jeayes                                              | O’Leary                             |
| Charles Carson                                            | gouverneur                          |
| Luao en Kilongalonga                                      | stamhoofden van de Wagenya in Congo |
| Oboja                                                     | stamhoofd van de Acholi             |
| leden van de Acholi, Sesi, Tefik, Yoruba, Mandé en Krumen |                                     |